# Yamaha XJ 750 F

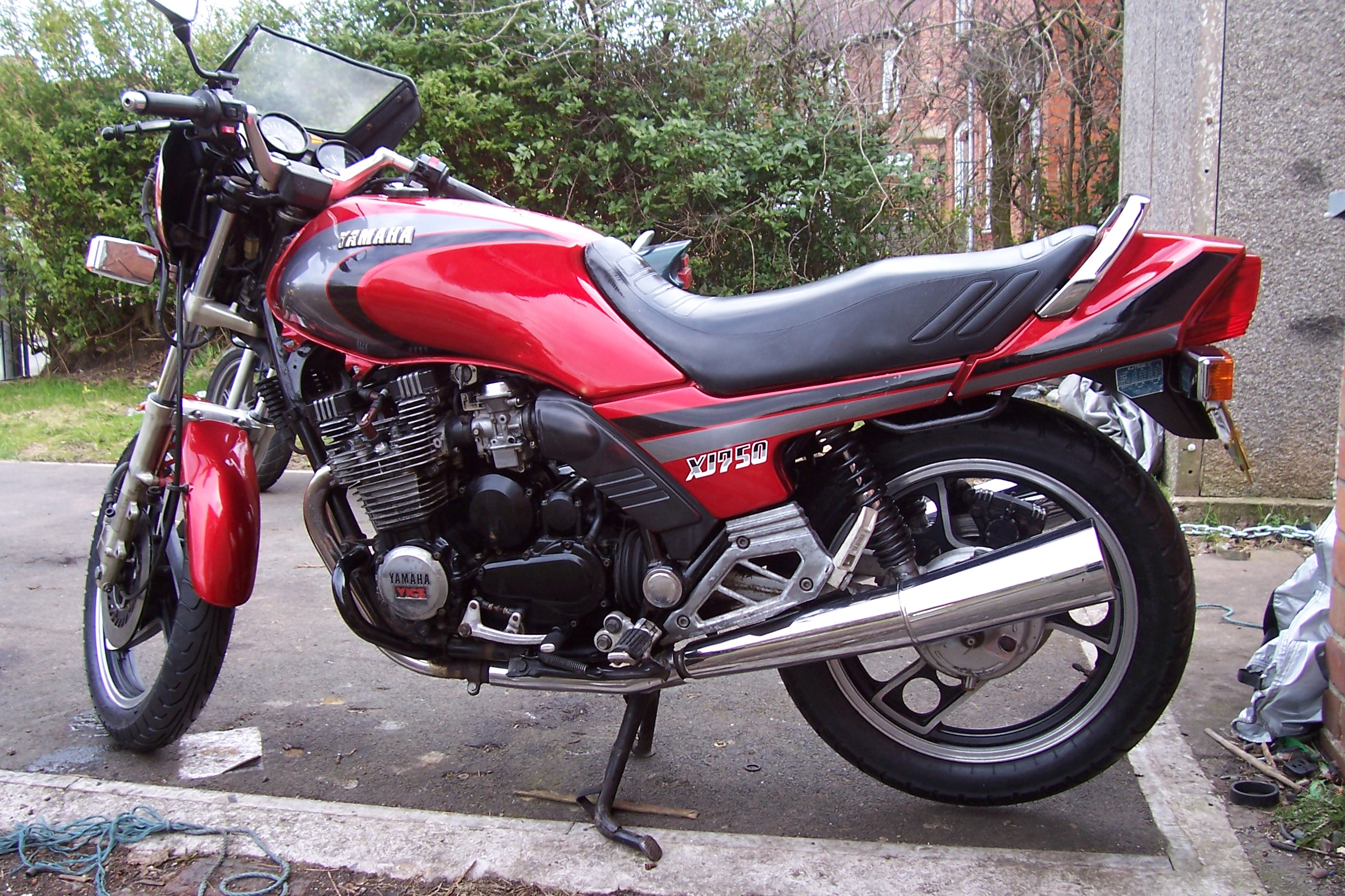
Yamaha XJ 750 F

Die XJ 750 F wurde  Ende 1983 als weitere Variante der erfolgreichen XJ-Baureihe auf den Markt gebracht und löste die in Deutschland wenig erfolgreiche XJ 750 Seca ab. Da sich aber die meisten Käufer weiterhin für die große Schwester XJ 900 entschieden, war die XJ 750 F noch weniger gefragt als ihr Vorgängermodell. Es kamen nur etwa 1400 Stück nach Deutschland. Deren Verkauf zog sich bis 1987 hin.
Ihr Erscheinungsbild und die Technik entsprachen weitgehend dem der XJ 900. Hauptunterschied war eine, um das Antidive-System und die Luftunterstützung abgespeckte Vorderradgabel. Und es gab nur eine einzige Farbvariante: weiß-blau mit rot-silbernen Dekorstreifen.

## Technische Daten
|                              | XJ 750 F                     |
| ---------------------------- | ---------------------------- |
| Typ                          | 41Y                          |
| Bauart                       | 4-Zyl.-4Takt, Reihe, YICS    |
| Hubraum (cm³)                | 749                          |
| Nennleistung                 | 64 kW (87 PS) bei 9000/min   |
| Max. Drehmoment              | 70 Nm (7,1 mkp) bei 7000/min |
| Höchstgeschwindigkeit (km/h) | 213                          |
| Getriebe, Übertragung        | 5 Gang, Kardan               |
| Tankinhalt (Liter)           | 22 Normal                    |
| Länge (mm)                   | 2226                         |
| Radstand (mm)                |                              |
| Trockengewicht (kg)          | 242 (vollgetankt)            |
| Zul. Gesamtgewicht (kg)      | 436                          |